# Singelstorps fly naturreservat
Singelstorps fly är ett naturreservat i Uppvidinge kommun i Kronobergs län.
Området är skyddat sedan år 2000 och är 196 hektar stort. Det är beläget öster om Lenhovda och består främst av ett myrkomplex, tjärn och barrskog.

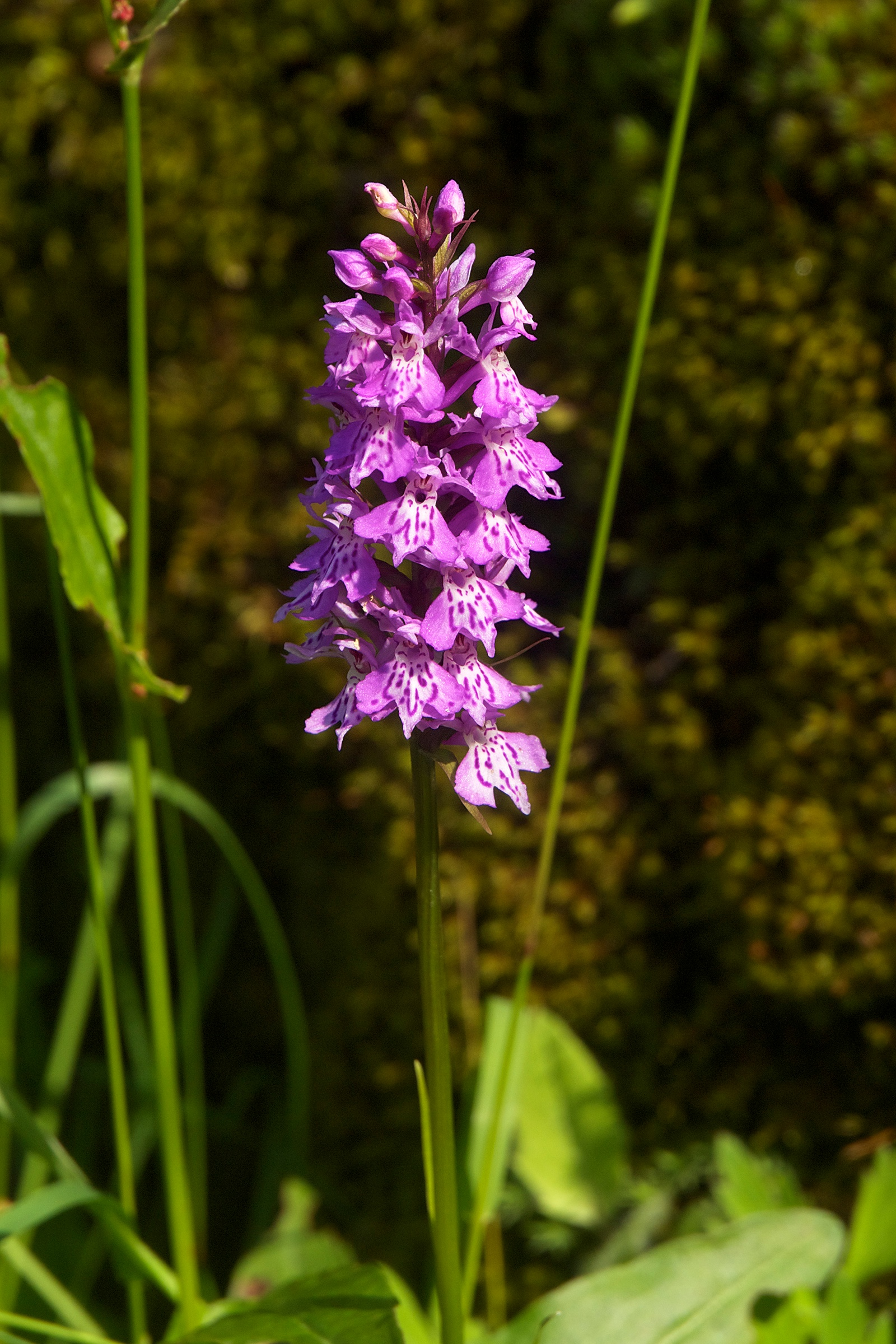
I några kärr finns Jungfru Marie nycklar

Tillsammans med Gripagårdsflyet utgör området ett större komplex av myrar. Det är till största delen opåverkat av dikning och torvbrytning. En del av området är bevuxet av tallskog. Centralt i reservatet finns en mindre sjö och en getryggås.